# Villanueva de Araquil
Villanueva o Villanueva de Araquil (en euskera: Hiriberri; oficialmente: Hiriberri Arakil) es una localidad y un concejo del municipio de Araquil, situado en la Merindad de Pamplona, en la comarca de La Barranca y a 27 km de la capital de la comunidad, Pamplona en la Comunidad Foral de Navarra, España. Su población en 2014 fue de 141 habitantes (INE), su superficie es de 4,67 km² y su densidad de población es de 30,19 hab/km.

## Toponimia
El concejo fue oficialmente conocido como Villanueva de Araquil, únicamente en castellano, hasta 1979, cuando en virtud de la Ley Foral del Euskera pasó a ser Hiriberri / Villanueva, denominación bilingüe pese a estar en zona vascófona, al considerar que ambos términos tienen distinto origen.
En 2018 el concejo aprobó la denominación única Hiriberri Arakil, en euskera, que fue oficializada en el Boletín Oficial de Navarra ese mismo año, y es desde entonces la única denominación oficial a todos los efectos.
Al igual que en otros casos similares (Villanueva de Lónguida / Hiriberri Longida, Hiriberri-Villanueva de Aezkoa, etc.), se utiliza de preferencia Hiriberri cuando no cabe duda sobre el pueblo al que se hace referencia.

## Geografía física

### Situación
La localidad de Villanueva de Araquil está situada en la parte noroccidental del municipio de Araquil a una altitud de 464 m s. n. m. Su término concejil tiene una superficie de 4,67 km² y limita al norte con Madoz; al este con Echarren; al sur con Satrústegui y al oeste con Yábar.

## Demografía

### Evolución de la población
| Gráfica de evolución demográfica de Villanueva entre 2000 y 2009 |
|                                                                  |
| Datos según el nomenclátor publicados por el INE.                |